# John Etheridge
John Etheridge (født 12. januar 1948 ) er en engelsk fusionsjazz-guitarist, der forbindes med Canterbury Scenen.
Han begyndte at spille som 13-årig, og selvom hans far var jazz-pianist, er han overvejende selvlært. Han var med i Soft Machine fra 1975 til 1979 og har spillet sammen med Stéphane Grappeli og Andy Summers.
I 2005 turnerede og indspillede Etheridge og tre andre tidligere Soft Machine-medlemmer (Hugh Hopper, Elton Dean og John Marshall) under navnet Soft Machine Legacy.

## Diskografi

### Som leder
- 1994: Ash
- 2003: Chasing Shadows (Dyad)
- 2006: Places in Between with John Williams (Sony Classical)

### Som medlem
Med Icarus
- 1972: Marvel World of Icarus

Med Darryl Way's Wolf
- 1973: Canis Lupus
- 1973: Saturation Point
- 1974: Night Music

Med Soft Machine
- 1976: Softs
- 1977: Triple Echo
- 1978: Alive & Well: Recorded in Paris
- 1994: Rubber Riff
- 2005: British Tour '75
- 2018: Hidden Details
- 2023: Other Doors

Med Soft Machine Legacy
- 2005: Live in Zaandam
- 2006: Soft Machine Legacy
- 2006: New Morning: The Paris Concert
- 2007: Steam
- 2010: Live Adventures
- 2013: Burden of Proof

Med Second Vision
- 1980: First Steps

### Samarbejde
Med Stéphane Grappelli
- 1978: Tea for Two med Yehudi Menuhin
- 1980: Strictly for the Birds med Yehudi Menuhin
- 1981: At the Winery
- 1983: Live at Carnegie Hall
- 1988: Menuhin & Grappelli Play "Jealousy" and Other Great Standards med Yehudi Menuhin

Med Nigel Kennedy
- 1996: Kafka
- 1999: The Kennedy Experience

Med andre
- 1992: Obsession Fees, Dick Heckstall-Smith
- 1992: Hear My Song, John Altman
- 1993: Invisible Threads, Andy Summers
- 1995: Two's & Three's, Elton Dean
- 1996: Secret Island, Theo Travis
- 1998: Whatever's Best, Danny Thompson
- 2001: The Music of Frank Zappa - Absolutely Live, Zappatistas
- 2002: Fairport Unconventional, Fairport Convention
- 2002: Unhinged Take No. 2, Mark Latimer
- 2006: Bohemia, Vic Juris
- 2008: Still Waters, Ric Sanders
- 2009: The Ridge, Chris Jagger
- 2015: Space Fusion Odyssey, Nik Turner
- 2015: Space Ritual Live 2014, Hawkwind
- 2017: From the Half House, Pye Hastings

## Filmografi
- 2014: Jake Thackray and Songs (DVD)
- 2015: Romantic Warriors III: Canterbury Tales (DVD)